# Coccodothis
Coccodothis — рід грибів родини Parmulariaceae. Назва вперше опублікована 1914 року.

## Класифікація
До роду Coccodothis відносять 2 види:
- Coccodothis euglypta
- Coccodothis sphaeroidea